# Wilmshagen (Sundhagen)
Wilmshagen is een ortsteil van de Duitse gemeente Sundhagen in de deelstaat Mecklenburg-Voor-Pommeren. De plaats ligt circa 8 km noordoostelijk van de stad Grimmen en ongeveer 17 km zuidoostelijk van Stralsund. Tot 7 juni 2009 was Wilmshagen een zelfstandige gemeente met de ortsteilen Bremerhagen en Wilmshagen. Op die datum fuseerde Wilmshagen met de gemeenten Behnkendorf, Brandshagen, Horst, Kirchdorf, Miltzow en Reinberg tot de nieuwe gemeente Sundhagen.